# مستكشف أقمار المشتري الجليدية
مستكشف أقمار المشتري الجليدية (بالإنجليزية: Jupiter Icy Moon Explorer) أو اختصارًا جوس (بالإنجليزية: JUICE)، هي مهمة فضائية تابعةلوكالة الفضاء الأوروبية تم إطلاقها في 14 نيسان / أبريل 2023، بعد تأجيل إطلاقه بسبب البرق، نحو الأقمار الصناعية الطبيعية لكوكب المشتري بواسطة صاروخ Ariane 5 (VA260). وسيبحث المسبار، من بين أمور أخرى، عن احتمالية وجود حياة هناك. ويجب وضع المسبار الفضائي في مدار حول كوكب المشتري في تموز يوليو 2031 ومن ثم دراسة ثلاثة من أقمار غاليليو الأربعة، آيو وكاليستو ويوروبا وغانيميد، بالتحليق فوقها عدة مرات. ويجب بعد ذلك وضع المسبار الفضائي في مدار حول غانيميد في كانون الاول ديسمبر 2034 لإجراء دراسة أكثر تعمقًا لهذا القمر الصناعي، والتي يجب الانتهاء منها في ايلول سبتمبر 2035. وللوصول إلى نظام المشتري، يستخدم المسبار مساعدة الجاذبية للأرض ثلاث مرات، وكذلك مساعدة جاذبية كوكب الزهرة.
صُمم المسبار للعمل في البيئة الإشعاعية القاسية للكوكب، كما أنه سيحصل على الطاقة الكهربائية من خلال الألواح الشمسية، لتكون هذه المهمة الثانية من نوعها بعد جونو تستخدم الطاقة الشمسية بدلًا من النووية. أما الأجهزة العلمية المحمولة على متن المركبة فتتضمن كاميرات ومنظارًا طيفيًّا ورادارًا.

## نظرة تاريخية
نشأت الفكرة كإعادة هيكلة لبعثة مسبار المشتري غانيميد التابعة لإيسا ضمن مشروع لابلاس الدولي السابق، ففي أبريل 2012 أصبح جوس واحدًا من أكثر المقترحات وصاية بها من قبل هيئة تلسكوب أثينا للأشعة السينية وهيئة المرصد الجديد للموجات الجاذبية NGO ، ليُنتخب في شهر مايو من نفس العام ويكون من أولى البعثات لمشروع الرؤية الكونية لايسا.

## المركبة الفضائية
عوامل تصميم المركبة الفضائية الرئيسية مرتبطة بالمسافة الكبيرة عن الشمس، واستخدام الطاقة الشمسية، والبيئة الإشعاعية القاسية في كوكب المشتري. يتطلب إدخال المركبة في مدار حول المشتري و غانيميد وعدد كبير من الرحلات الجانبية (أكثر من 25 مساعدة للجاذبية، واثنين من الطيران على كوكب المشتري) حمل المركبة حوالي 3,000 كجم (6,600 رطل) من الوقود الكيميائي.
المركبة لديها هوائي ذو قطر ثابت يبلغ 2.5 متر وهوائي متوسط الإرسال قابل للتوجيه، وسيتم استخدام الفرق بين النطاقات (X و K). سرعات الوصلة السفلية بمعدل 2 غيغابايت في اليوم ممكنة باستخدام هوائيات الفضاء العميق. قدرة تخزين البيانات على متن المركبة هي 1.25 تيرابايت.
محرك Juice الرئيسي هو محرك ثنائي الوقود (أحادي الميثيل هيدرازين وخليط من أكاسيد النيتروجين) بقوة 425 نيوتن. يوفر طبقة العزل (متعددة الطبقات) وزنًا يبلغ 100 كجم للتحكم الحراري. تُستخدم عجلات الزخم لتثبيت المركبة في ثلاثة محاور. يتم استخدام درع الإشعاع لحماية الإلكترونيات الموجودة على متن المركبة من اشعاعات المشتري ومحيطه.
تحمل حمولة المركبة العلمية لمركبة Juice كتلة 280 كجم وتتضمن نظام الكاميرا JANUS، وجهاز تصوير الأشعة المرئية والأشعة تحت الحمراء MAJIS، والمطياف البصري للأشعة فوق البنفسجية UVS، وجهاز الاستشعار بالرادار RIME، والمسجل الليزري GALA، وجهاز الأمواج فوق الصوتية SWI، ومغناطيسي المتر J-MAG، وحزمة الجسيمات والبلازما PEP، وجهاز العلوم الراديوية والبلازما RPWI، وجهاز العلوم الراديوية 3GM، وجهاز العلوم الراديوية PRIDE، ومراقب الإشعاع RADEM. سوف تحمل بومًا قابلاً للتجديد بطول 10.6 متر جهازي J-MAG و RPWI، وسيتم استخدام هوائي قابل للتجديد بطول 16 مترًا لجهاز RIME. تحمل أربعة أذرع بطول 3 أمتار أجزاءً من جهاز RPWI. يتم تثبيت الأدوات الأخرى على هيكل المركبة، أو لـ 3GM، داخل حافلة المركبة.

## مسار الرحلة

حول الشمس. الزهراء (أصفر) ،ألأرض (أزرق)، المريخ(ازرق لبني)، المشتري (أخضر)

تم إطلاق المركبة الفضائية في 14 نيسان أبريل 2023 في تمام الساعة 12:14:36 بالتوقيت العالمي المنسق، ومن المتوقع أن تصل إلى المشتري في تموز يوليو 2031 بعد أربع مناورات استفادة من الجاذبية وثماني سنوات من السفر. في كانون الاول ديسمبر 2034، ستدخل المركبة الفضائية مدارًا حول غانيميد لإجراء مهمتها العلمية القريبة. ستتداخل فترة عملها مع مهمة "إيوروبا كليبر" التابعة لناسا، والتي ستنطلق في عام 2024.

## الأهداف العلمية
ستركز جهود المسبار على دراسة غانيميد بشكل اساسي بالإضافة إلى كاليستو ولكن بشكل أضيق من خلال:
• دراسة الخصائص الفيزيائية للقشرة الثلجية.
• دراسة كيفية توزيع الكتلة الباطنية ومعرفة ديناميكيتها وتطورها الداخلي.
• دراسه مفصلة للغلاف الجوي الرقيق للقمر غانيميد.
• تكوين خريطة تشتمل على جيولوجيا، طوبوغرافيا والمعادن المكونة لسطح الأقمار.
• اكتشاف طبقات المياه المفترضة تحت السطح وتحديد عمقها.
• دراسة الحقل المغناطيسي الداخلي للقمر غانيميد وكيفية تفاعله مع الغلاف المغناطيسي لكوكب المشتري.
أما بالنسبة ليوروبا فسيختصر دور المسبار في العثور على المواد الكيميائية الضرورية للحياة من ضمنها الجزيئات العضوية وفهم كيفية تكون معالم السطح وما يحتويه من مكونات غير ثلجية. علاوة على ذلك. جوس سيزودنا باولى القياسات الخاصة بالسمك الأدنى للطبقة الجليدية للأقمار الثلاثة حتى في المناطق التي شهدت فعاليات سطحية حديثة. هذه البعثة ستعطينا صوره كاملة نسبيا عن الأقمار الغاليليه، حيث يعتقد بأن تلك الثلاث أجسام تخفي أسفلها محيطات من المياه السائلة واكتشافها وتحديد خصائصها مهم لمعرفة إمكانية نشأت الحياة في ذلك العالم الجليدي.

## الحمولة العلمية
في الحادي والعشرين من عام 2013 وبعد منافسة شديدة اختير إحدى عشر جهازا من قبل إيسا حيث سيتم تطوير تلك المعدات العلمية من قبل فريق من العلماء والمهندسين من جميع انحاء أوروبا مع مشاركة من قبل الولايات المتحدة واليابان والقائمة تشمل:
• J A N U S: هو النظام التصويري الخاص بالمركبة حيث يستطيع أخذ صور عالية الدقة تفوق 400 ميغابيكسل من خلال اختياره للأهداف بشكل دقيق ومن ثم أخذ صورا تصل وضوحها من 25 ميغابكسل لغاية 2.4 ميغابكسل مع مجال رؤيه يقدر 1.3 درجة. الجهاز لديه 13 حساسا للضوء بالإضافة إلى مرشحات ضوئية عريضة واخرى ضيقه تعمل في مدى 1.1 و0.36 μm مع قدرته على تشكيل صورة ذات نظام استيريو. كما ان JANUS يسمح بمزج قياسات الرادار، جهاز الليزر ومناظير الطيف مع بياناته للحصول على صورة جيولوجية شاملة.
• M A J I S: الجهاز عبارة عن مصور يتكون من كاميرا طيفية للأشعة تحت الحمراء تعمل في مدى 5.7 و0.4 μm مع دقة تصل إلى 7 - 3 نانومتر. سيقوم المصور بدراسة غيوم الواقة ضمن طبقة التروبوسفير للغلاف الجوي للمشتري كما انه سيحدد مكونات الجليد والمعادن الموجودة على سطح اقمار الكوكب. الجهاز قادر على تغطية مساحة تصل إلى 25 مترا على سطح غانيميد وإلى 100 كيلومتر على المشتري.
• U V S: هو مصور طيفي للأشعة فوق البنفسجية يعمل في طول موجي يتراوح ما بين 210 و55 نانومتر مع دقة تصل الى 0.6 نانومتر. صمم الجهاز لدراسة الشفق وطبقة الغلاف الجوي الخارجي للمشتري واقماره، يصل نطاق تغطية UVS على سطح القمر غانيميد إلى نصف كيلومتر بينما يصل على المشتري الى 250 كيلومترا.
• S W I : هو منظار طيفي مع هوائي بطول 30 سنتيمتر، يعمل على تردد بين 1080 - 1275 غيغاهيرتز و601 - 530 غيغاهيرتز. سيركز الجهاز على دراسة سطح الاقمار الثلجية وتحديد خصائص طبقات التراتوسفير، تروبوسفير واكسوسفير التابعة للغلاف الجوي للمشتري.
• G A L A : هو مقياس ليزري للارتفاع قادر على تسليط شعاع من الليزر من ارتفاع 200 كيلومتر وبقطر نصف متر على مساحة سطحية تصل إلى 20 مترا. سيركز الجهاز على دراسة طوبوغرافيا الاقمار.
• R I M E : هو رادار يعمل بواسطة 9 امتار من الهوائي وبتردد 9 ميغاهيرتز. الجهاز قادر على دراسة بنية الداخلية للاقمار وصولا إلى عمق 9 كيلومتر بدقة عالية حتى مع وجود طبقة جليدية بسمك 30 مترا تغطي سطح القمر.
• J - M A G : هو مقياس للمغناطيسية سيعمل على دراسة محيطات المياه الواقعة أسفل سطح الاقمار، كما انه سيدرس تاثير المجال المغناطيسي للمشتري على المجال المغناطيسي للقمر غانيميد.
• P E P : الجهاز مخصص لتحديد مكونات الغلاف الجوي الخارجي للاقمار وقياس كثافتها وطاقة ايوناتها المتدفقة وذراتها المحايدة في مدى طاقة 1 MeV إلى 0.001 eV .
• R P W I : سيقيس الجهاز البلازما والامواج الراديوية حول المركبة، الجهاز مقسم إلى أربع وحدات ثانوية هي: جاندالف، مي مي، فرودو وجينراج، كما أنه مزود باثنتين من مجسات لانغموير التي تصل مدى حساسيتها إلى 1.6 ميغاهيرتز معدة لدراسة خصائص البلازما واستقبال ترددات ما بين 45 إلى 80 ميغاهيرتز لقياس الانبعاث الراديوي.
•  3G M : يتركب الجهاز من مستجيب Ka ومذبذب عالي الاستقرار، يستخدم هذا الجهاز لقياس حقل المغناطيسي لغانيميد وتحديد حجم المحيطات الداخلية للاقمار، علاوة على ذلك سيساهم 3GM في دراسة الغلاف الايوني للمشتري واقماره.
• P R I D E : الجهاز سيولد إشارة محدودة تنتقل بواسطة هوائيات المركبة وتستلم بواسطة مرصد V L B I لغرض دراسة خصائص مجال الجاذبية للمشتري واقماره.

## مسبار الهبوط الغانيميدي
بدأت مناقشات بين الجانبين الأوروبي والروسي بخصوص إمكانية دمج بعثة جوس مع مهمة الهابط الغانيميدي التابع لوكالة الفضاء الروسية بعد ان بدأ الأخير بدوره بدراسة إمكانية إرساله مسبار إلى القمر غانيميد.